# Boet (filòsof epicuri)
Boet (en llatí Boethus, en grec Βοηθός) va ser un filòsof epicuri i geòmetra grec.
És esmentat per Plutarc (De Pythiae oraculis 396d.), que l'introdueix també a la seva Symposiaca (V. 1, p. 673c.). L'època en què va viure Boet, origen i obres són desconeguts i tot el que se'n sap deriva de l'obra de Plutarc.